# Шишенци
Шишенци (болг. Шишенци) — село в Болгарии. Находится в Видинской области, входит в общину Бойница. Население составляет 157 человек.

## Политическая ситуация
Шишенци подчиняется непосредственно общине и не имеет своего кмета.
Кмет (мэр) общины Бойница — Анета Стойкова Генчева (Национальное движение «Симеон Второй» (НДСВ)) по результатам выборов в правление общины.